# Caeremoniale Episcoporum
O Caeremoniale Episcoporum (em latim, "Cerimonial dos Bispos") é um livro litúrgico da Igreja Católica que estabelece as normas e orientações para as celebrações litúrgicas realizadas por bispos no Rito romano. Ele descreve detalhadamente como devem ser conduzidas cerimônias como a Missa, a Liturgia das Horas, os sacramentos, sacramentais e outros ritos presididos por bispos, garantindo que sejam realizados com dignidade, ordem e unidade.

## História
O Caeremoniale Episcoporum foi publicado pela primeira vez em 14 de julho de 1600, sob o Papa Clemente VIII, como parte das reformas litúrgicas ordenadas pelo Concílio de Trento (1545–1563). Ele revisou e unificou textos anteriores, como os Ordines Romani (manuais litúrgicos do século VII que descreviam cerimônias papais) e o De Cæremoniis Cardinalium et Episcoporum in eorum diœcesibus, do século XVI, que detalhava cerimônias de cardeais e bispos. A preparação do livro, iniciada em 1582 sob Papa Gregório XIII, levou 17 anos. Uma reimpressão fac-símile da edição original de 1600 foi publicada pela Libreria Editrice Vaticana em 2000.
Edições posteriores foram lançadas por:
- Papa Inocêncio X (1650), com revisões menores.
- Papa Bento XIV (1752), que adicionou um terceiro livro sobre cerimônias civis no Estados Pontifícios.
- Papa Leão XIII (1886), que manteve a estrutura de três livros, apesar da incorporação dos Estados Pontifícios ao Reino da Itália.[2]

Em 1984, após as reformas do Concílio Vaticano II, o Papa João Paulo II publicou uma edição revisada em volume único, simplificando os ritos para torná-los "simples, nobres e pastoralmente eficazes", servindo como modelo para outras celebrações litúrgicas. Uma reimpressão com correções foi lançada em 1985. A tradução oficial para o inglês, intitulada Ceremonial of Bishops, foi publicada em 1989 pela Liturgical Press.

## Estrutura
A edição de 1984 do Caeremoniale Episcoporum está dividida em oito partes, abrangendo todas as principais celebrações litúrgicas presididas por bispos:
1. Liturgia episcopal em geral: Orientações gerais para o papel do bispo na liturgia.
2. Missa: Instruções para missas pontificais e outras celebrações eucarísticas.
3. Liturgia das Horas e celebrações da Palavra de Deus: Normas para orações diárias e ritos não eucarísticos.
4. Celebrações dos Mistérios do Senhor ao longo do ano: Ritos do ano litúrgico, como Natal e Páscoa.
5. Sacramentos: Diretrizes para Batismo, Confirmação, Ordenação, etc.
6. Sacramentais: Bênçãos, dedicações de igrejas e outros ritos.
7. Datas notáveis na vida de um bispo: Cerimônias como posse e jubileus episcopais.
8. Celebrações ligadas a atos solenes de governo episcopal: Visitas pastorais e sínodos.

O livro inclui apêndices sobre:
- Vestes dos prelados (como mitra e báculo).
- Tabela de precedência dos dias litúrgicos.
- Tabela de missas rituais, votivas e de réquiem.
- Lista de abreviações e siglas usadas.[1]

## Finalidade e Importância
O Caeremoniale Episcoporum é um guia essencial para garantir que as celebrações litúrgicas presididas por bispos reflitam a unidade e a dignidade da Igreja Católica. Ele orienta não apenas os bispos, mas também cerimoniários, acólitos, leitores e outros ministros litúrgicos, como os cantores e sacristães. Sua edição pós-Vaticano II enfatiza a simplicidade e a eficácia pastoral, tornando os ritos acessíveis aos fiéis e exemplares para outras celebrações litúrgicas.
O livro é especialmente relevante em catedrales e em missas pontificais, onde o bispo preside com insígnias episcopais (como a mitra e o báculo) e é assistido por um cerimoniário, que coordena a liturgia conforme as normas do Caeremoniale. Ele também influencia a formação de cerimoniários, que devem conhecer suas diretrizes para organizar celebrações complexas.

## Edições Históricas
As edições históricas do Caeremoniale Episcoporum são valiosas para estudiosos da liturgia católica:
- A edição de 1600, de Clemente VIII, foi a primeira a usar o título e unificar textos anteriores.
- A edição de 1752, de Bento XIV, incluiu normas para autoridades civis dos Estados Pontifícios.
- A edição de 1886, de Leão XIII, foi detalhada na Catholic Encyclopedia e serviu como referência até o Vaticano II.[2]
- A edição de 1984, de João Paulo II, é a atual, com foco na simplicidade e pastoralidade.[1]

Fac-símiles e digitalizações de edições antigas, como as de 1752, 1886 e 1948, estão disponíveis online, permitindo o estudo de sua evolução.